# Girls Who Code
Girls Who Code es una organización sin ánimo de lucro, nacida en 2012, que tiene como objetivo apoyar y aumentar el número de mujeres dentro de la informática, dotando a las chicas jóvenes de las habilidades informáticas necesarias para conseguir las oportunidades del siglo XXI. La organización trabaja para romper con la diferencia de ocupación de género en la tecnología y para cambiar la imagen estereotípica del programador. Acogen también un programa de inmersión estival de siete semanas (Summer Immersion Program), un programa de campus de dos semanas especializado, clubes extraescolares, y una serie best-selling de 13 libros del editorial Penguin Books publicados por The New York Times.

## Historia
Girls Who Code fue fundado por Reshma Saujani en 2012, que tuvo la idea de crear la organización durante su carrera para ingresar en el Congreso de los Estados Unidos, cuando observó que en las escuelas de su ruta de campaña no tenían niñas en las aulas de informática. La organización planea programas durante el curso académico enseñando habilidades informáticas a las niñas de secundaria; como por ejemplo programación, robótica y diseño web, con sesiones que incluyen proyectos y visitas en empresas como Twitter y Facebook. En agosto de 2017, la organización lanzó también una serie de libros, en concreto 13, con el editorial Penguin Random House, que incluye un libro de no-ficción, Girls Who Code: Learn to Code and Change the World, y varios libros de ficción.
En diciembre de 2014, tres mil estudiantes habían completado ya el programa de Girls Who Code, de las cuales el 95 % cursó después estudios de informática a la universidad. La organización sin ánimo de lucro anunció que en 2016 se extendería por los 50 estados, cosa que lo convirtió en el programa de informática más grande para chicas de todos los Estados Unidos. En primavera del 2018, Girls Who Code llegó además de 50.000 chicas con sus programas de educación en la informática; y actualmente hay más de 1500 clubes de Girls Who Code en todo América, siguiendo el objetivo de la organización: enseñar a codificar a un millón de chicas en 2020.
La organización está patrocinada por varias empresas de software y tecnología, como por ejemplo AOL, Google y Microsoft, y en agosto de 2014 recibió también una contribución de un millón de dólares de AT&T. En 2015, Reshma Saujani cobró un salario de 224.913 dólares de la organización, según las declaraciones del Servicio de Ingresos Internas.

## Brecha de género en el ámbito de la informática
Según el informe de la Comisión Europea Mujeres activas en el sector de las TIC (tecnologías de la información y comunicación), se "revela que en el ámbito europeo solo 29 de cada 1.000 mujeres graduadas han escogido un título relacionado con la informática (a diferencia del 95 de hombres). Esta cifra se reduce a 4 cuando se habla de las TIC. Se indica también que las mujeres tienden a alejarse del sector a lo largo de sus carreras, la cual cosa significa que solamente el 9 % de las que estudiaron TIC todavía trabajan en este campo con cuarenta y cinco años". (Barcelona Ciutat Digital, 2017) La fundadora de Girls Who Code, Reshma Saujani, argumenta que las niñas son criadas para "ser perfectas", mientras que los niños para ser "valerosos" y "atrevidos". En 2010 Saujani realizó un discurso en una TED Talk donde habló de las consecuencias que tendrán las chicas en su futuro si no empiezan a arriesgarse. Habló también de la industria tecnológica y de cómo cree que hay un sesgo hacia las mujeres de la industria. 
La organización ha obtenido diversos galardones por sus esfuerzos para reducir la brecha de género. Reshma Saujani fue reconocida por "su visión y sus esfuerzos para reducir la brecha de género en tecnología".

## Asociaciones
En 2016, Girls Who Code se asoció con Accenture para trabajar en el futuro de la tecnología. Posteriormente, publicaron un informe sobre recomendaciones para reducir la brecha de género en el ámbito de la informática.
Girls Who Code también ha anunciado que lanzará una aplicación en Apple App Store. Esta se ha inventado para intentar aumentar la popularidad e implicar más personas en el proyecto.
Dell Technologies se asoció también con la organización para apoyar en los programas extraescolares para chicas jóvenes.
El 11 de octubre de 2018, Girls Who Code se asoció con TikTok iniciando la etiqueta #raiseyourhand. La aplicación anunció que daría 1 dólar americano por cada vídeo publicado con la etiqueta, hasta un máximo de 10.000 dólares.